# Andreas Reisinger
Andreas Reisinger (* 14. Oktober 1963 in Wien) ist ein ehemaliger österreichischer Fußballer.

## Karriere

### Spieler
Reisinger begann seine Profikarriere beim Wiener Sportclub 1986. Nach drei Jahren beim Sportclub wechselte er zum Wiener Traditionsverein SK Rapid Wien. Nach zwei Jahren bei den Grün-Weißen wechselte er zu Casino Salzburg und gewann mit ihnen die österreichische Fußballmeisterschaft. Nach dem Meistertitel mit den Salzburgern wechselte er zu Vorwärts Steyr nach Oberösterreich. Am Ende seiner Karriere ging er wieder zum Wiener Sportclub zurück.
Reisinger spielte zehnmal im österreichischen Team und war unter anderem bei der WM 1990 in Italien im Match, das Österreich 2:1 gegen die USA gewann in der 2. Halbzeit einmal im Einsatz. Reisinger war auch bei der blamablen Niederlage Österreichs gegen die Färöer-Inseln dabei.

### Trainer
Von 2005 bis Juni 2011 war Reisinger Trainer der Amateure des SK Rapid Wien.
Von Juni 2013 bis Jänner 2014 war er Trainer bei SC Wiener Viktoria und wurde am 14. Jänner 2014 von Anton Polster abgelöst.